# 대우어플라이언스
대우어플라이언스(Daewoo Appliance, 大宇어플라이언스)는 2009년에 설립한 생활가전 전문 기업이다.

## 생산 제품
- 선풍기
- 에어 프라이어
- 청소기
- 다리미
- 전기면도기
- 전기밥솥
- 튀김기

## 같이 보기
- 대우그룹